# Rózsaszentmárton
Rózsaszentmárton is een plaats (község) en gemeente in het Hongaarse comitaat Heves. Rózsaszentmárton telt 2066 inwoners (2002).